# Une fille de Palestine
Pour plus de détails, voir Fiche technique et Distribution.
Une fille de Palestine (arabe : فتاة من فلسطين, Fatat min Filastin) est un film de guerre égyptien réalisé par Mahmoud Zoulficar et sorti en 1948,,,,,.

## Synopsis
Pendant la guerre israélo-arabe de 1948, un pilote de chasse égyptien défend obstinément la terre palestinienne contre l'ennemi israélien. Lors du même raid aérien, son avion s'écrase dans un village palestinien, et Salma la Palestinienne le trouve blessé au pied. Elle l'accueille chez elle et s'emploie à soigner ses blessures, ce qui rapproche les cœurs égyptien et palestinien. Le film expose ensuite l'histoire des guérilleros palestiniens qui préfèrent la mort à l'occupation sioniste, et il devient clair que la maison de Salma n'est rien d'autre qu'une cache d'armes pour les guérilleros. Le pilote égyptien admire la jeune fille Salma et son courage jusqu'à ce qu'ils scellent leur amour et se marient à la manière populaire palestinienne, et que le pilote égyptien retourne accomplir sa mission de défense de la Palestine.

## Fiche technique
- Titre français : Une fille de Palestine[7]
- Titre original : فتاة من فلسطين, Fatat min Filastin[8]
- Réalisation : Mahmoud Zoulficar
- Scénario : Youssef Gohar, Aziza Amir
- Photographie : Wahid Farid
- Montage : Galal Mostafa
- Musique : Riad Al Sunbati, Mohamed El Qasabgi
- Sociétés de production : Isis Film
- Pays de production :  Égypte
- Langue de tournage : arabe
- Format : Noir et blanc
- Genre : film de guerre
- Durée : 88 minutes
- Dates de sortie : 
  - Égypte : 1er novembre 1948

## Distribution
- Mahmoud Zoulficar
- Souad Mohamed
- Hassan Fayek
- Zeinab Sedki
- Salah Nazmi
- Saïd Khalil
- Wafaa Adel
- Qadria Mahmoud